# Галини Неу Мармара
Галини Неу Мармара (на гръцки: Γαλήνη Νέου Μαρμαρά) е курортно селище в Северна Гърция, на полуостров Ситония. Селото е част от дем Ситония на област Централна Македония и според преброяването от 2001 година има 8 жители. Разположено е на югоизточния бряг на Торонийския залив, южно от Неос Мармарас и Порто Карас, срещу остров Спалатронисия.